# Martin LaSalle

Martin LaSalle (al centro) in Diario di un ladro (1959)

Martin LaSalle (1935 – 17 ottobre 2018) è stato un attore francese di origini uruguayane.

## Biografia
LaSalle fece la sua prima apparizione nel 1959 nel film Diario di un ladro di Robert Bresson. Il regista, nonostante Martin non fosse un attore, lo fece recitare nel ruolo di protagonista. Dopo il suo debutto, LaSalle apparve in oltre 70 film e show televisivi.
Dal 1957 al 1965 è stato sposato con la modella China Machado.

## Filmografia parziale

### Cinema
- Diario di un ladro (Pickpocket), regia di Robert Bresson (1959)
- Acteón, regia di Jorge Grau (1965)
- Alucarda, regia di Juan López Moctezuma (1977)
- Caboblanco, regia di J. Lee Thompson (1980)
- I mastini della guerra (Dogs of War), regia di John Irvin (1980)
- Missing - Scomparso (Missing), regia di Costa-Gavras (1982)
- Sotto tiro (Under Fire), regia di Roger Spottiswoode (1983)
- Alamo Bay, regia di Louis Malle (1985)
- Su e giù per i Caraibi (Hot Pursuit), regia di Steven Lisberger (1987)
- Buster, regia di David Green (1998)
- La otra conquista, regia di Salvador Carrasco (1999)
- Cinco días sin Nora, regia di Mariana Chenillo (2008)

### Televisione
- I racconti di Edgar Allan Poe (Histoires extraordinaires) – serie TV, episodi 1x01-1x02 (1981)
- Agatha Christie: Delitto in tre atti (Murder in Three Acts), regia di Gary Nelson – film TV (1986)

## Doppiatori italiani
- Cesare Barbetti in Diario di un ladro
- Sandro Tuminelli in Su e giù per i Caraibi
- Saverio Moriones in Missing - Scomparso (ridoppiaggio)